# Kamieniołom w Bodzowie
Kamieniołom w Bodzowie – nieczynny kamieniołom wapienia na wzniesieniu Solnik w będącej częścią Krakowa Dzielnicy VIII Dębniki. Znajduje się w Bodzowie we wschodniej części wzniesienia, pomiędzy ulicami Tyniecką i Bodzowską na obszarze Bielańsko-Tynieckiego Parku Krajobrazowego.
Wapienie budujące wzgórze Solnik pochodzą z jury późnej i miejscami przykryte są piaszczystymi wapieniami turońskimi. W przystropowych partiach tych wapieni występują czarne, epigenetyczne skrzemionkowania. Pokrywają one w postaci polew powierzchnie szczelin ciosowych, ale występują także w gniazdach i żyłach wapienia.
Wapienie eksploatował Gerson Berger od 1870 roku, zaprzestano ich wydobycia w XX wieku. W 2019 r. właścicielem kamieniołomu jest spółka Wapienniki i Kamieniołomy Pychowickie. W wyniku eksploatacji wapienia szczyt Solnika podcięty został pionową ścianą, w której znajduje się fragment Jaskini pod Fortem – reszta jaskini została zniszczona w wyniku eksploatacji. Powyżej tej ściany na szczycie Solnika znajdują się ruiny wybudowanego przez Austriaków fortu „Bodzów”. W zachodniej ścianie wyrobiska kamieniołomu znajduje się należąca do fortu Kawerna w Bodzowie. Płaskie dno wyrobiska nieczynnego kamieniołomu, a także okoliczne zbocza Solnika stały się ulubionym terenem motocrossowców, którzy rozjeżdżają teren Solnika. Realne jest też zagrożenie zabudowania tego terenu przez deweloperów. Zaistniała potrzeba ochrony i zagospodarowania go. W marcu 2017 r. Rada Miasta Kraków przyjęła uchwałę wzywającą miasto do utworzenia dwóch użytków ekologicznych: Kamieniołom Bodzów i Łąki Pychowickie oraz do rozważenia utworzenia użytku „Jaskinia Wiślana”.

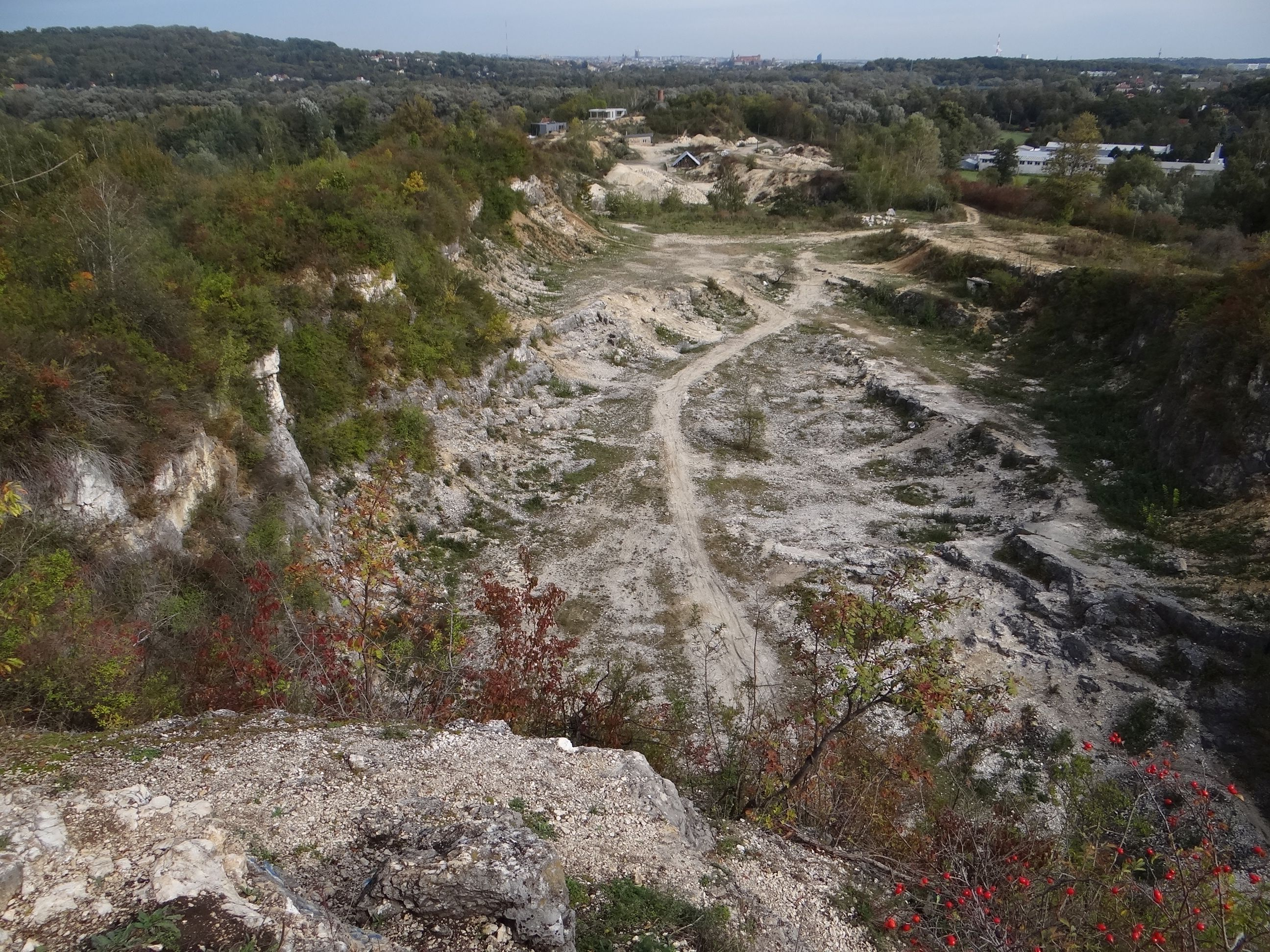
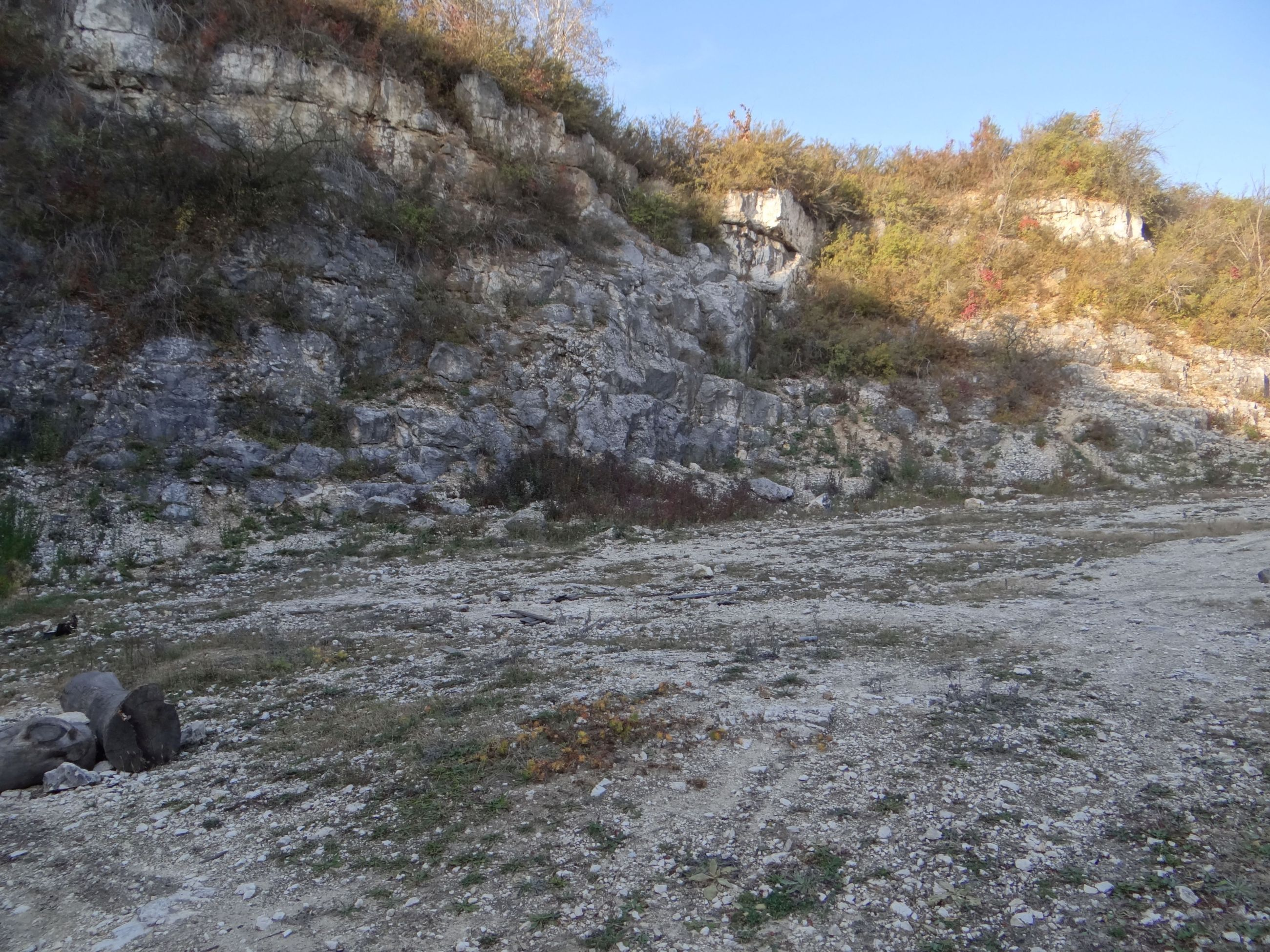
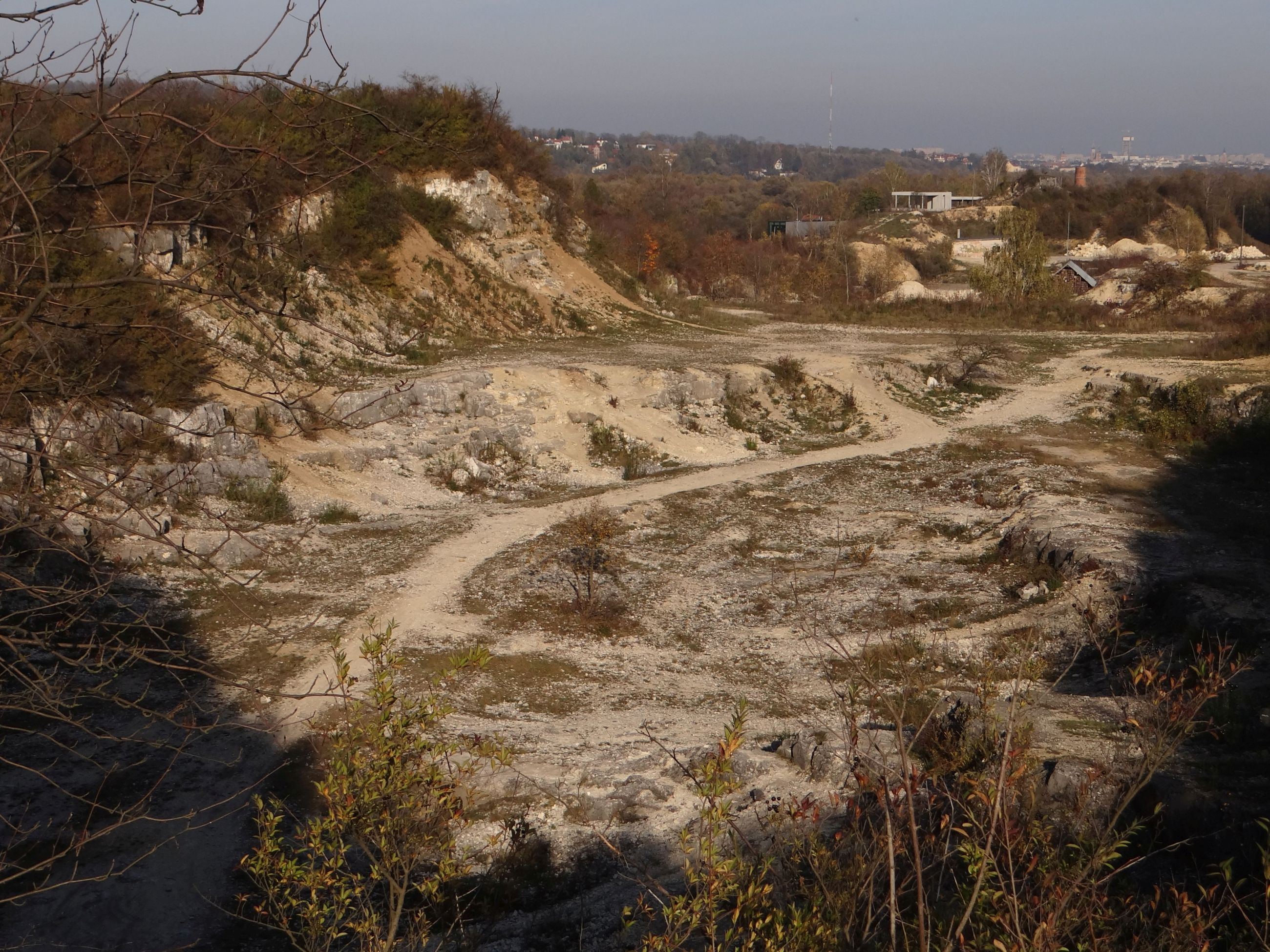
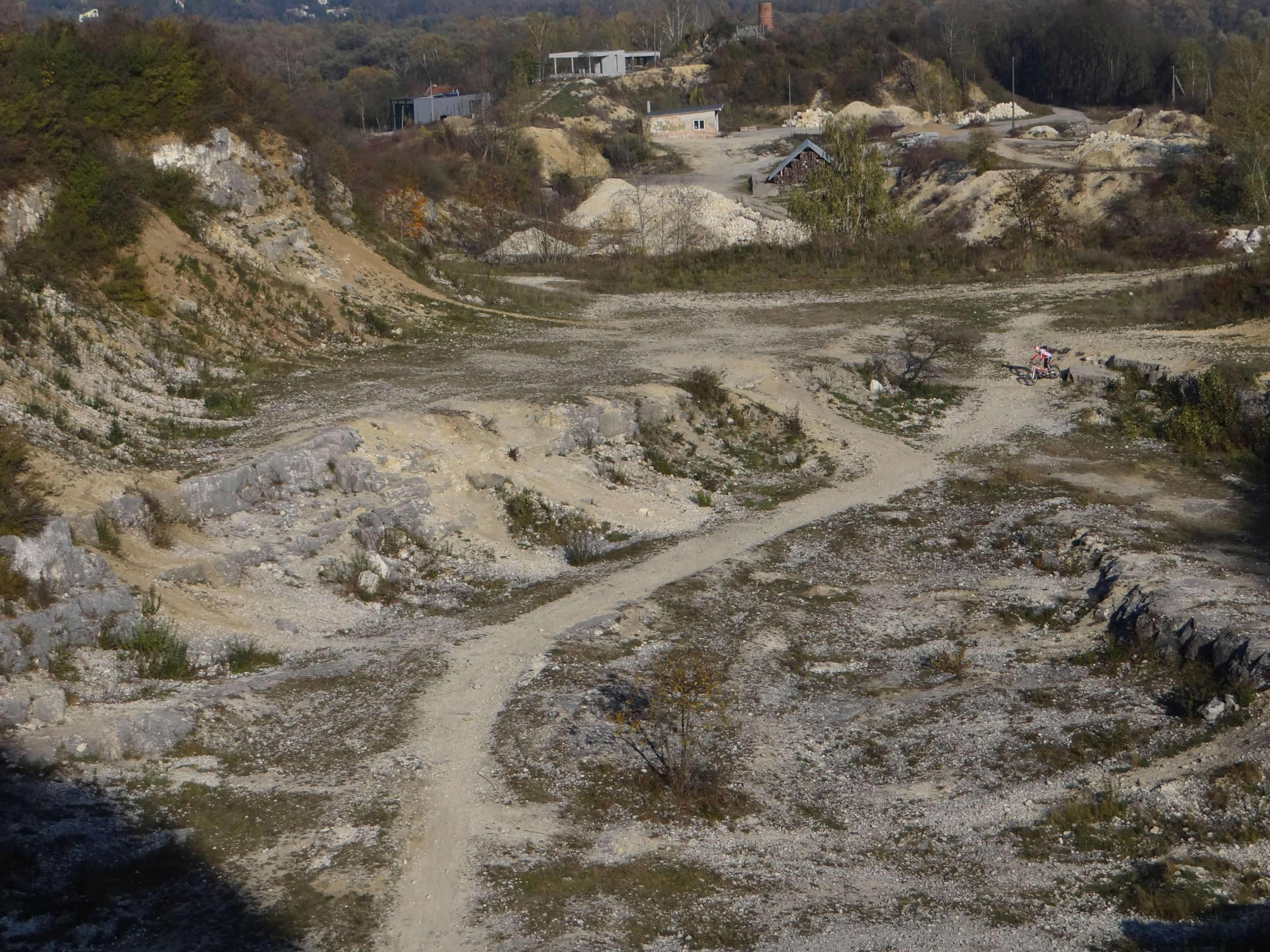
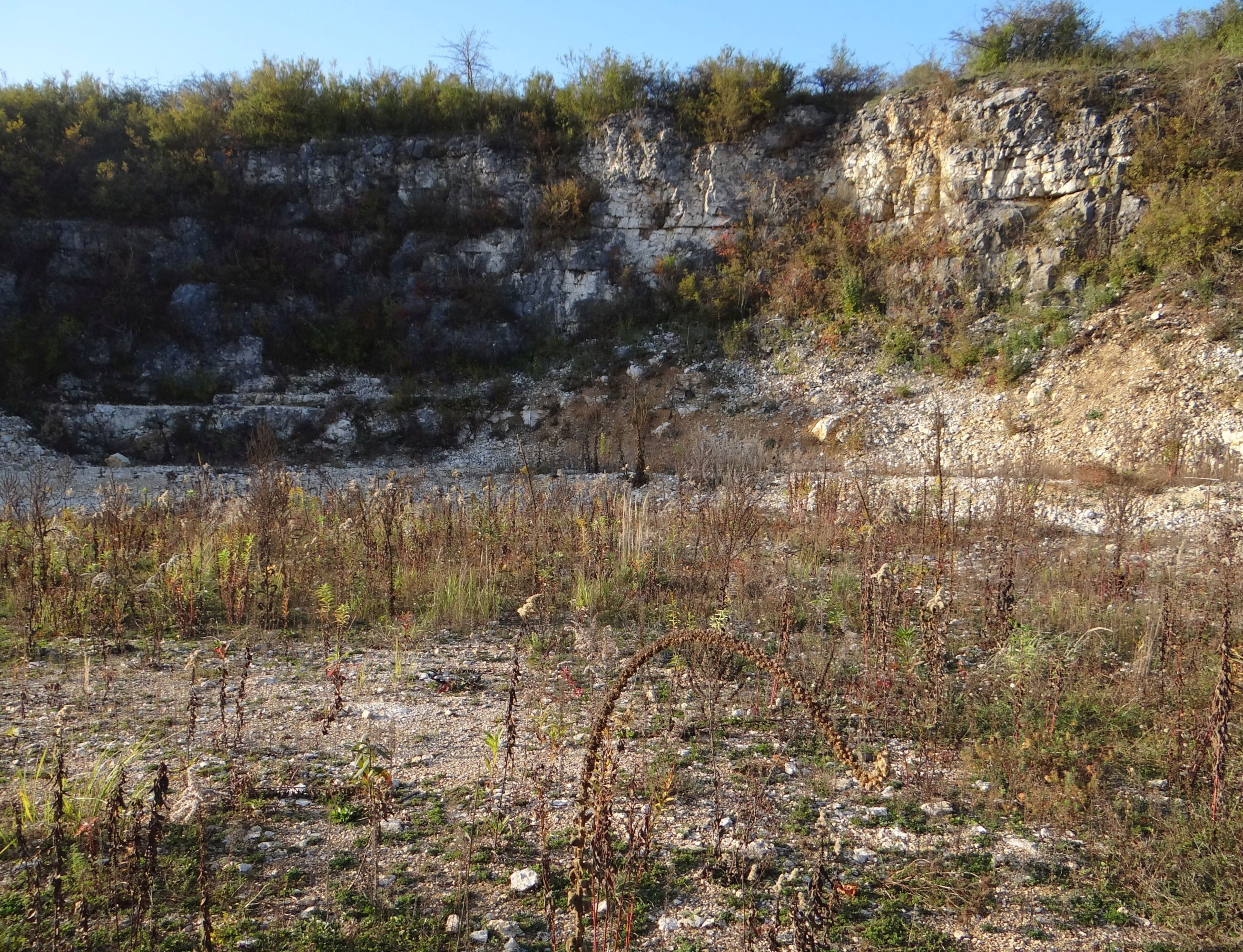
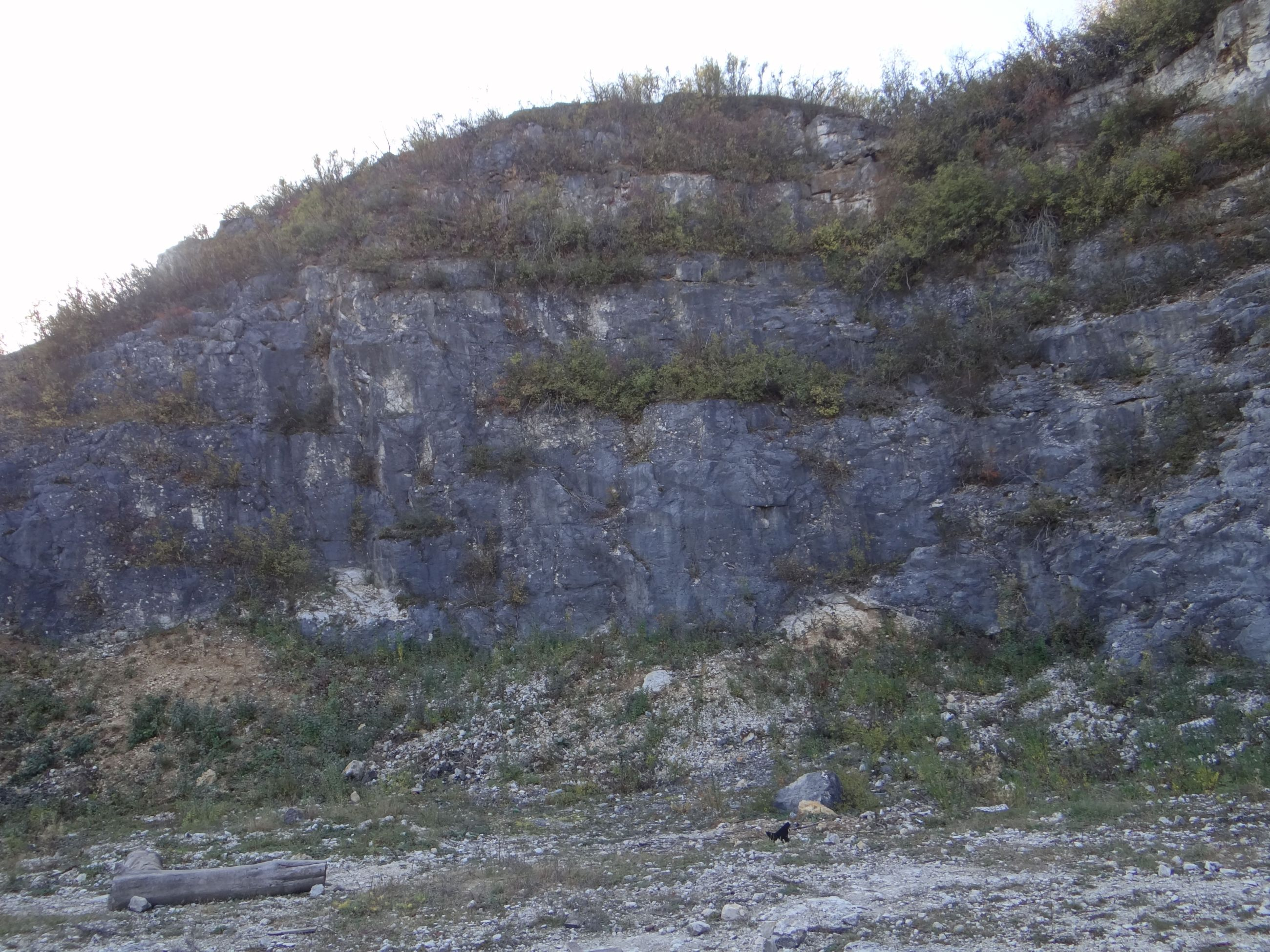